# Карел Ван Гулсел
Карел Ван Гулсел (англ. Karel Van Hulsel, нар. Бельґія) — відомий бельґійський стронгмен, переможець змагання Найсильніша Людина Бельґії. Це вважається його найкращим здобутком. Всього у цьому змаганні брав участь чотири рази: третє місце у 2009, друге у 2010 та 2012 та перше у 2014.
Нині працює викладачем фізкультури.